# Magee
Magee – miasto w Stanach Zjednoczonych, w stanie Missisipi, w hrabstwie Simpson.